# Manzonia crassa
Espèce
Synonymes
- Manzonia costata (J. Adams, 1797)[1]
- Manzonia costata J. Adams, 1797[2]
- Rissoa carinata Philippi, 1836[1]
- Rissoa costata (J. Adams, 1797)[1]
- Rissoa exigua Michaud, 1830[1]
- Turbo costatus J. Adams, 1797[1]
- Turbo crassus Kanmacher, 1798[1]
- Turbo plicatus Megerle von Mühlfeld, 1824[1]

Manzonia crassa est une espèce de mollusques gastéropodes prosobranches marins de la famille des Rissoidae.

## Description
La coquille, de couleur jaunâtre et translucide, mesure jusqu'à 3,5 mm de hauteur pour 2 mm de largeur. Son extrémité est émoussée. Son ornementation est constituée de côtes très saillantes, légèrement obliques par rapport à l'axe longitudinal, recoupées par de fines rides disposées parallèlement à l'enroulement. L'ouverture, ovale, est bordée par une varice du côté de sa lèvre externe (labre). Le corps de l'animal est blanchâtre.

## Biologie
Manzonia crassa est commun sous les pierres et parmi les algues depuis le niveau des basses mers de vive eau jusqu'à une profondeur de 50 mètres environ.
Son régime alimentaire serait constitué par le biofilm et les détritus récoltés à la surface des algues rouges calcifiées (Corallinacées).

## Distribution
Manzonia crassa se rencontre depuis la Méditerranée jusqu'à la Norvège.

## Galerie

Manzonia crassa
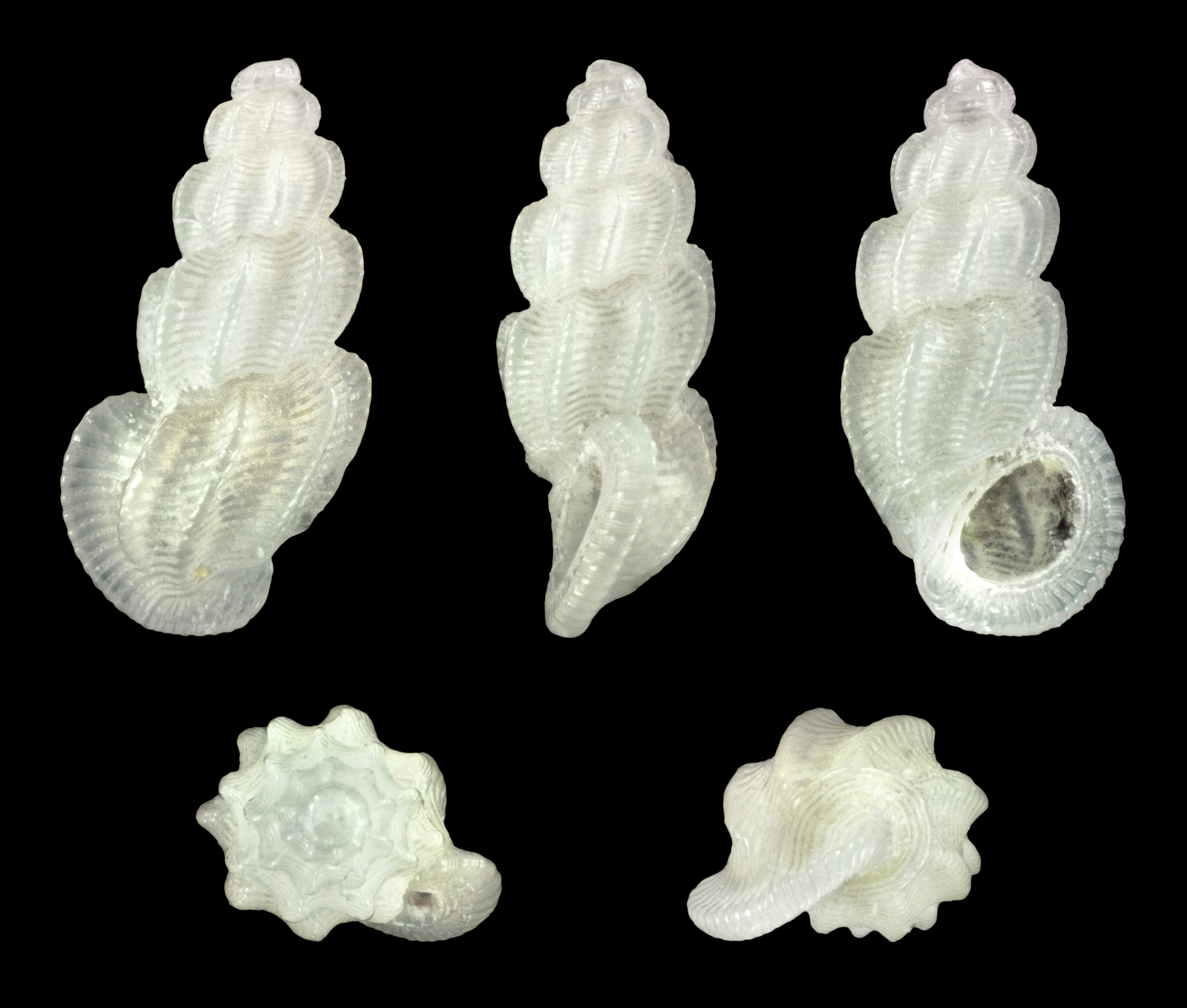
Manzonia crassa f. exigua.
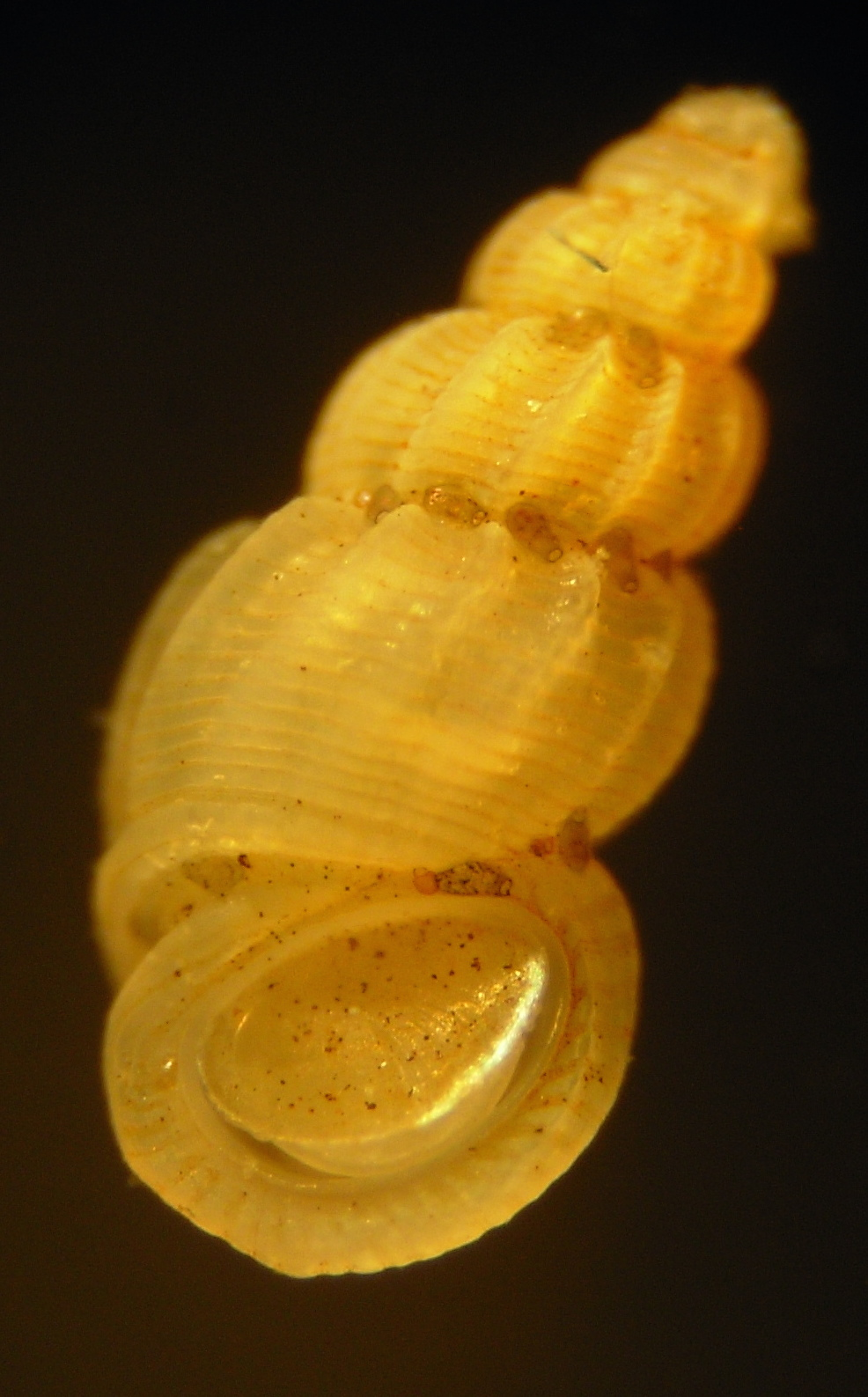
Coquille et vue sur l'opercule.